# EGCS (grafika komputerowa)
EGCS (ang. extended graphic character set) – zbiór znaków graficznych, w którym każdy ze znaków jest reprezentowany przez dwa bajty.